# Prosenoides assimilis
Prosenoides assimilis là một loài ruồi trong họ Tachinidae.